# Худ (река)
Худ  (англ. Hood River) — река на севере Канады в территории Нунавут.

## История
Река Худ была открыта в ходе экспедиции сэра Джона Франклина в 1819—1822 году. Река была названа в честь мичмана Роберта Худа убитого аборигенами на берегу реки во время возвращения экспедиции в Форт-Энтерпрайз.

## Описание
Худ представляет собой четырехсот километровую (250 миль) реку. Река берет исток в озере Такиюк, недалеко от границы с северо-западными территориями и впадает в Северный Ледовитый океан в районе Батерст-Инлет. Бассейн реки полностью находится за Полярным кругом. На реке есть многочисленные пороги, водопады и ледники. Водопад Уилберфорс-Фолс является самым высоким водопадом к северу от Полярного круга, его высота составляет 49 м (161 футов) над уровнем моря.
В реке водится большое количество форели.